# Polystachya disticha
Espèce
Polystachya disticha est une espèce de plantes à fleurs de la famille des Orchidaceae et du genre Polystachya. C'est une orchidée endémique de l'île de São Tomé.